# Округ Сабин (Луизијана)
Сабин (енгл. Sabine Parish) је округ у америчкој савезној држави Луизијана.

## Демографија
По попису из 2010. године број становника је 24.233, што је 774 (3,3%) становника више него 2000. године.
| Група             | 2000.          | 2010.          |
| Белци             | 16.726 (71,3%) | 16.776 (69,2%) |
| Афроамериканци    | 3.958 (16,9%)  | 4.026 (16,6%)  |
| Азијати           | 35 (0,1%)      | 56 (0,2%)      |
| Хиспаноамериканци | 642 (2,7%)     | 820 (3,4%)     |
| Укупно            | 23.459         | 24.233         |